# NGC 275
NGC 275 est une galaxie spirale barrée située dans la constellation de la Baleine. NGC 275 a été découverte par le l'astronome britannique John Herschel en 1828.

## Caractéristiques
Sa vitesse par rapport au fond diffus cosmologique est de 1 418 ± 23 km/s, ce qui correspond à une distance de Hubble de 20,9 ± 1,5 Mpc (∼68,2 millions d'al).
À ce jour, huit mesures non basées sur le décalage vers le rouge (redshift) donnent une distance de 35,588 ± 7,277 Mpc (∼116 millions d'al), ce qui est à l'extérieur des valeurs de la distance de Hubble.
La classe de luminosité de NGC 275 est III-IV et elle présente une large raie HI.

## Paire de galaxies
En compagnie de NGC 274, elle a été recensée sous la cote Arp 140 dans l'atlas Arp. L'astronome américain Halton Arp les a utilisées comme un exemple de matériel arraché à une galaxie elliptique.

## Groupe de NGC 337
NGC 275 fait partie du groupe de NGC 337 qui comprend au moins trois autres galaxies :  NGC 274, NGC 298 et NGC 337. 